# 卡拉博
14°58′S 22°41′E / 14.967°S 22.683°E

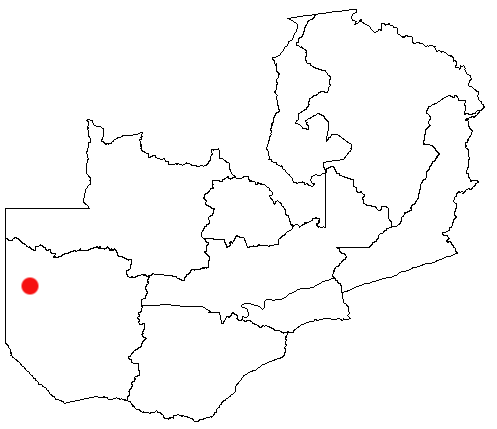

卡拉博（英語：Kalabo），是贊比亞的城鎮，位於該國西部，由西方省負責管轄，是卡拉博縣的首府，處於盧安京加河東南岸，距離安哥拉70公里，2000年人口114,806。